# Baia della Sajda
La baia della Sajda (in russo губа Сайда?, Sajda guba) è un'insenatura lungo la costa settentrionale russa, nell'oblast' di Murmansk, amministrata dal circondario cittadino di Aleksandrovsk. È situata nella parte sud-occidentale del mare di Barents.

## Geografia
La baia, di forma irregolare, si apre verso est, nella parte nord-occidentale della baia di Kola. Ha una lunghezza di circa 8 km e una larghezza massima di circa 2 km. La profondità massima è di 91 m.
La baia si ramifica in alcuni bracci minori:
- La baia Ruč'evskaja (губа Ручьевская), di fronte all'ingresso, è lunga e stretta e si protende nella terraferma per circa 2 km[5], con una larghezza massima di 450 m.[6] Ha una profondità massima di 46 m.[3]
- Il golfo Jagel'naja (бухта Ягельная), a sud dell'ingresso, è invece ampio e di forma semicircolare; ha una lunghezza di 1,6 km[7] e una larghezza di quasi 2 km.[8] La sua profondità è di 60 m[3]
- La baia Lesnaja (бухта Лесная), si trova all'estremità meridionale della baia Sajda, è lunga 500 m[9] e larga 1 km circa.[10]

La baia prende il nome dalla Sajda, suo immissario principale; vi sfociano anche altri brevi corsi d'acqua.

All'interno ci sono diverse isole: l'isola Ploskij (остров Плоский) e l'isola Jagel'nyj (остров Ягельный) si trovano nel golfo Jagel'naja; l'isola Domašnij (остров Домашний) e l'isola Prodol'nyj (остров Продольный), insieme ad alcuni isolotti senza nome, si trovano nella parte meridionale della baia; poco più a ovest si trovano le isole Lesnye (острова Лесные), due isolette tra la baia Lesnaja e la base navale di Sajda-Guba. Davanti all'ingresso si trovano invece l'isola Zelënyj (остров Зелёный) e poco più a sud l'isola Medvežij (остров Медвежий).
Le coste, tranne che nella parte meridionale, sono ripide e rocciose, con altezze che superano i 90 m s.l.m.
Oltre alla base navale della Flotta del Nord "Sajda Guba", sulla baia si affaccia anche la città chiusa di Gadžievo (Скалистый, Skalistyj nelle carte degli anni '80). Attualmente la baia è un cimitero di navi e contiene il maggior numero di reattori nucleari allagati, smantellati da vecchi sottomarini atomici. Per via di questo motivo, si può accedere alla baia solo con un permesso speciale.
Per lungo tempo la baia ha ospitato i rifiuti atomici della Flotta del Nord. La Germania ha stanziato 600000000 € per la costruzione di un impianto per lo stoccaggio delle scorie nucleari.